# Mesochorus foersteri
Mesochorus foersteri là một loài tò vò trong họ Ichneumonidae.